# 光明寺 (台東区)
光明寺（こうみょうじ）は、東京都台東区にある浄土宗の寺院。

## 歴史
1615年（元和元年）、根蓮社善誉によって開山された。元々は蔵前に位置しており、後に現在地に移転したという。
当初は「新光明寺」という名称であった。1926年（大正15年）、「西光寺」を吸収合併し、「光明寺」に改称した。

## 西光寺について
西光寺（さいこうじ）は、東京府東京市浅草区箕輪新町（現・東京都台東区東上野）にあった浄土宗の寺院。
1648年（慶安元年）、誓蓮社重誉によって開山された。知恩院の末寺であった。1926年（大正15年）に新光明寺に吸収合併された。

## 文化財
- 木造阿弥陀如来坐像（台東区有形文化財 平成27年3月登載）[3]

## 交通アクセス
- 銀座線稲荷町駅より徒歩約4分（経路案内）。